# Amadou Mapaté Diagne
Amadou Mapaté Diagne, né le 7 septembre 1886 à Gandiol, Sénégal, est le premier écrivain africain de langue française.

## Biographie
Il avait appris le français à Saint-Louis. Élève à l’École normale, il obtient le Brevet supérieur. En 1915, il fut employé par Georges Hardy, le directeur de l’Enseignement en Afrique-Occidentale française.
Instituteur, il publie des essais dès 1919 et son premier roman Les Trois Volontés de Malic en 1920 évoque la cohabitation de la culture occidentale et de la civilisation noire dans son village de Diamaguène. « Cet écrit constitue le premier texte romanesque en langue française. »
En 1942, il fut nommé inspecteur de l’enseignement du Sénégal. Après avoir été affecté à Dakar, il s’installe définitivement à Sédhiou où  il décède le 5 janvier 1976. Il avait 90 ans.

## Œuvres
- Les Trois Volontés de Malic, Libraire Larousse (Les livres roses pour la jeunesse n° 274), 1920
- « Un pays de pilleurs d’épave, le Gandiole », Bulletin du comité d'études historiques et scientifiques de l'AOF - Tome 02 - n°2 - Avril-Juin 1919, pp. 137-176,
- L’Origine du griot
- Les Problèmes de la riziculture au Sénégal